# NCSM Ontario (C53)
Pour les autres navires du même nom, voir HMS Minotaur et NCSM Ontario.
Le NCSM Ontario ou (HMCS Ontario en anglais) est un croiseur léger de la classe Minotaur de la Marine royale canadienne.
Initialement construit pour la Royal Navy sous le nom de HMS Minotaur (53), il est transféré à la Marine royale canadienne en juillet 1944 puis mis en service et rebaptisé Ontario le 25 mai 1945.

## Histoire
Il voyage pour rejoindre la 4e escadre de croiseurs dans l'océan Pacifique mais arrive trop tard pour participer à la Seconde Guerre mondiale, il servira cependant pour des opérations à Hong Kong, Manille et au Japon. Il revient au Canada le 27 novembre 1945, à Esquimalt pour une rénovation.
En octobre 1948, l'Ontario est rejoint par les destroyers Cayuga, Athabaskan, Crescent et la frégate Antigonish pour aller à Pearl Harbor ; il s'agit alors du plus grand déploiement de la Marine royale canadienne d'après-guerre. En janvier 1949, il prend part au plus grand entraînement de la Marine royale canadienne avec notamment le porte-avions Magnificent, les destroyers Haida, Athabaskan et la frégate Antigonish. Le groupe CTF 215 participe à des exercices avec des vaisseaux américains et britanniques dans la mer des Caraïbes. En février 1951, il va en Australie pour des exercices avec la Royal Australian Navy puis revient au Canada en juin. En octobre 1951, l'Ontario va sur la côte atlantique puis, après l'arrivée de la reine Élisabeth II, l'amène à Sydney, en Nouvelle-Écosse. Il repart à Esquimalt où il arrive en décembre. De septembre à décembre 1952, l'Ontario est en Amérique du Sud pour des exercices et fait escale dans plusieurs ports. En entrant dans le port de Buenos Aires, il subit une collision du navire marchand SS Arauco mais va à Rio de Janeiro le 6 novembre. Là, on constate que les hélices à tribord sont endommagées. L'hélice extérieure est enlevée et des réparations sont faites à l'intérieur. Après près de deux semaines à Rio de Janeiro, l'Ontario est obligé de retourner à Esquimalt à une vitesse réduite.
Il fait partie de la revue de la flotte pour célébrer le couronnement d'Élisabeth II en 1953. En janvier 1954, il entame une tournée dans le Pacifique, s'arrête en Australie, en Nouvelle-Zélande et aux Tonga puis revient à Esquimalt en avril. Il fait de nouveau un voyage de trois mois en Australie et en Nouvelle-Zélande l'année suivante et revient au Canada le 2 avril 1955. Il repart le 25 pour aller en Europe pendant quatre mois. En juin, il quitte Esquimalt pour deux mois d'entraînement en Amérique du Nord et du Sud, au sud de l'Équateur. Le croiseur revient le 10 août après avoir rencontré la 2e escadre de croiseurs en Californie.
L'Ontario est retiré du service le 15 octobre 1958. Le navire est vendu à une entreprise de la côte ouest qui commence à le démolir mais ne finit pas le travail à Vancouver. Le navire est alors revendu avec le Quebec à Mitsui and Co au Japon. Il arrive à Osaka pour la démolition le 19 novembre 1960.